# Hár, Jafnhár, và Þriði

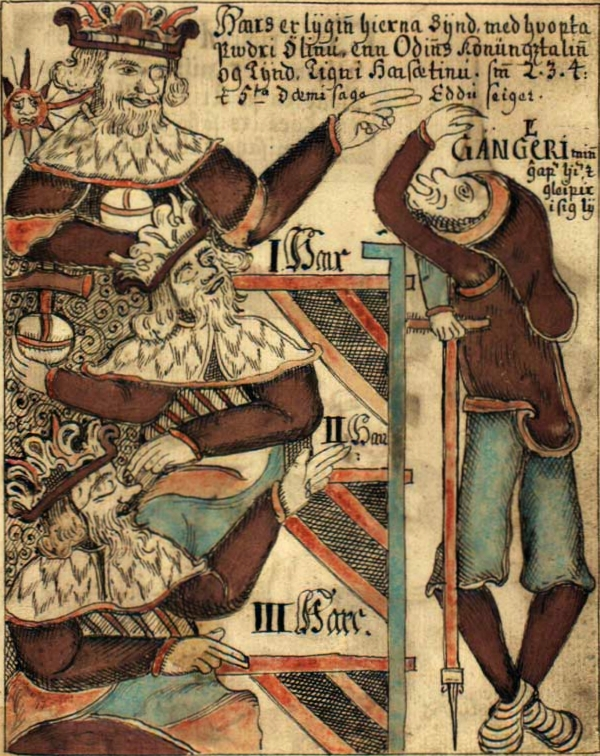
Hár, Jafnhár, và Þriði trò chuyện với Gangleri trên một bản phác thảo Iceland thế kỷ 18.

Hár, Jafnhár, và Þriði (tiếng Bắc Âu Cổ, nghĩa là: Cao, Cũng-Cao, và (Người) Thứ Ba) là ba ông hồi đáp câu hỏi của Gangleri (vốn là vua Gylfi trong lớp ngụy trang) trong sách Gylfaginning của văn xuôi Edda. Ba thực thể ngồi trên ba ngôi; Hár ngồi ở ngôi thấp nhất, Jafnhár ngồi ở ngôi giữa và Þriði ngồi ở ngôi cao nhất.
Những cái tên này được ghi trong Chương 20 của Gylfaginning (dịch bởi Anthony Faulkes) là biệt hiệu được Odin sử dụng:
[Odin] tự gọi mình bằng nhiều tên khác nhau trong lần gặp gỡ Vua Geirrod:— Snorri Sturluson, Văn xuôi Edda